# Anna-Karin Elde
Anna-Karin Maria Elde, född 5 oktober 1963 i Sollentuna församling i Stockholms län, är en svensk illustratör, kåsör och författare.
Anna-Karin Elde slog igenom 1997 med boken Om ingen nyper mig i rumpan snart så går jag hem, där teckningarna kommenteras av en ironisk kommentar kring vardagshändelser. Hon var sommarpratare i augusti 2000.
Elde är dotter till reklamchefen Torsten Elde och förskolläraren Kerstin, ogift Kristensson, samt sondotter till kyrkoherde Hilmer Elde, brorsdotter till konstnären Bengt Elde och kusin till Cecilia Elde.